# Don Beck
Don Edward Beck (1 de enero de 1937-24 de mayo de 2022) fue un consultor en desarrollo sociocultural y gestión organizacional basada en valores. Junto a Christopher Cowan, escribieron el libro Spiral Dynamics Dinámica espiral.

## Sistemas de valores humanos
Profundizó el trabajo de su mentor Clare W. Graves, con el fin de desarrollar un modelo multidimensional que describe la transformación de los valores humanos y la cultura. Es cofundador del Centro Nacional de Valores en Denton, Texas y así como Director Ejecutivo de Spiral Dynamics Group, Inc. En sus últimos años capacitó y difundió la teoría de Graves y sus aplicaciones prácticas, a través del modelo Dinámica espiral. Residió en Denton, Texas, aunque viajaba permanentemente alrededor del mundo, en los últimos años se está enfocando especialmente en el conflicto de medio oriente.

## Trabajo con Nelson Mandela
Realizó más de 63 viajes a Sudáfrica entre 1981 y 1988, donde documentó su labor en la abolición pacífica del apartheid en su libro The Crucible: Forging South Africa's Future (1991) con la participación de Graham Linscott.

"Mi papel era el de cambiar las categorías que la gente utilizaba para describir a los grupos de África del Sur, sustituyendo referencias de 'clase', 'grupo étnico' y 'género' por patrones de sistemas de valor y dinámicas de cambio. Muchas personas pudieron conectarse a través de estas grandes divisiones para llegar a una plataforma común de lo que significa ser Sudafricano. El Sr. Mandela buscaba una sociedad que no fuera racista, ni étnica, ni tribal, ni dividida por el género; una sociedad basada en el respecto humano y la responsabilidad mutua."

Ambas cámaras de la Legislatura de Texas adoptaron una resolución congratulandole "por sus innumerables y extraordinarias contribuciones a la paz y el entendimiento en África del Sur". , 
Durante los años de 2006 a 2010, realizó varios viajes a México, impartiendo conferencias y teniendo entrevistas profundas con líderes académicos, empresariales y gubernamentales, con el fin de propiciar un despertar para lograr un cambio positivo y evolutivo en este país. Trabajó de manera cercana con directivos de las Secretaría de Educación Pública y líderes del SNTE en un proyecto de transformación del sistema educativo Mexicano.